# 桓诞
桓诞（？—494年），字天生，南北朝时大阳地区少数民族首领。荆州大阳（今湖北京山北）人。
桓诞自称是桓玄的儿子。404年，桓玄被诛时，他仅数岁。流窜于沔水一带。在大阳蛮地区习蛮俗，长大后，多智谋，被当地少数民族拥戴为首领。魏孝文帝延兴年间，率蛮民八万余落，遣使内属，表示投靠北魏。魏孝文帝封他为襄阳王，拜征南将军，东荆州刺史，听任他自选郡县令。桓诞居于沔水以北，滍、叶以南。曾出兵南攻义阳、竟陵，全部无功。太和十八年（494年）入朝洛阳，被北魏赏遇隆厚。不久去世。其子桓晖、桓叔兴。